# Antonio Maquilón
Antonio Maquilón (29 novembre 1902 – 20 aprile 1984) è stato un calciatore peruviano.

## Carriera
Maquilón disputò il Mondiale 1930 con la Nazionale peruviana. Con la Nazionale, giocò anche la Copa América 1927 e la Copa América 1929.